# Schefflera oligodon
Schefflera oligodon är en araliaväxtart som beskrevs av Hermann August Theodor Harms. Schefflera oligodon ingår i släktet Schefflera och familjen araliaväxter. Inga underarter finns listade.